# توزیع مقدار حدی تعمیم‌یافته
نظریه مقدار حدی برای مدل کردن بیشترین یا کمترین مقدار تعدادی از داده‌های تصادفی بکار می‌رود. به‌طور کل سه نوع مقدار حدی وجود دارد که توزیع مقدار حدی تعمیم‌یافته هر سه گروه را دربرمی‌گیرد. این توزیع دارای سه پارامتر مکان {\displaystyle \mu }، مقیاس {\displaystyle \sigma } و شکل {\displaystyle \xi } است. زمانی که {\displaystyle \xi <0} آنگاه توزیع مقدار حدی معادل مقدار حدی نوع سوم است. وقتی که {\displaystyle \xi >0} توزیع مقدار حدی معادل مقدار حدی نوع دوم است. وقتی مقدار {\displaystyle \xi } به سمت صفر میل می‌کند توزیع مقدار حدی به مقدار حدی نوع اول میل می‌کند.
توزیع مقدار حدی عمومی در نظریه احتمال و آمار از خانواده توزیع‌های پیوسته‌است. این توزیع از ترکیب توزیع‌های گامبل فریشه و ویبل ساخته شده‌است.